# Sindal Sogn
Sindal Sogn er et sogn i Hjørring Nordre Provsti (Aalborg Stift.
I 1800-tallet var Astrup Sogn anneks til Sindal Sogn. Begge sogne hørte til Vennebjerg Herred i Hjørring Amt. De udgjorde Sindal-Astrup sognekommune, men blev senere delt i to selvstændige sognekommuner. Ved kommunalreformen i 1970 indgik de begge i Sindal Kommune, som ved strukturreformen i 1970 blev indlemmet i  Hjørring Kommune. 
I Sindal Sogn ligger Sindal Gl. Kirke fra Middelalderen og Sindal Bykirke fra 1910.
I sognet findes følgende autoriserede stednavne:
- Agerledet (bebyggelse)
- Baggesvogn (bebyggelse, ejerlav, landbrugsejendom)
- Brasholt (bebyggelse)
- Fjelsted (bebyggelse, ejerlav)
- Fælbakke (areal)
- Høngårde (bebyggelse)
- Ledet (bebyggelse)
- Lund (bebyggelse)
- Menholt (bebyggelse)
- Menholt Mark (bebyggelse)
- Sindal (bebyggelse, ejerlav)
- Sindal Hede (bebyggelse)
- Sindallund (bebyggelse)
- Slotved Skov (areal)
- Tveden (bebyggelse)
- Tværkær (bebyggelse)
- Vejborg (bebyggelse)
- Åsen (bebyggelse)